# Dane Witherspoon
Dane Witherspoon (27 de dezembro de 1957 – 29 de março de 2014) foi um ator americano que participou de novelas televisivas como Santa Barbara, interpretando Joe Perkins em 1984, e Capitol, como Tyler McCandless, de 1985 a 1986.

## Início da vida e carreira
Aos 19 anos, Witherspoon foi o aluno mais jovem já aceito no American Conservatory Theater (ACT) em São Francisco, Califórnia, onde participou de produções que iam de Shakespeare a Tennessee Williams. Ele também atuou durante uma temporada no Festival de Shakespeare de Utah. Após concluir seu curso de atuação no ACT, Witherspoon mudou-se para Hollywood, onde conseguiu pequenos papéis em séries como The Waltons e Eight Is Enough.
Em 1984, estreou em novelas no papel de Joe Perkins, o personagem original de Santa Barbara. Três meses depois, foi substituído por Mark Arnold. Logo após, retornou às novelas interpretando Tyler McCandless em Capitol, papel que desempenhou entre 1985 e 1986. Seus créditos no cinema incluem Chameleons (1989), Brad Yates no filme Seedpeople (1992) e uma participação no telefilme Asteroid (1997).

## Vida pessoal
Witherspoon conheceu a atriz Robin Wright durante os testes para Santa Barbara. Os dois se casaram entre 1986 e 1988. Ele teve dois filhos com sua segunda esposa, a atriz e dramaturga Tracy Shaffer.

## Aposentadoria e morte
Embora tenha continuado a atuar por alguns anos, Witherspoon eventualmente se aposentou e passou a viver em Denver, Colorado.
Ele faleceu em 29 de março de 2014, aos 56 anos.